# Căutarea (Star Trek: Deep Space Nine)
„Căutarea” este un episod în două părți din serialul de televiziune SF Star Trek: Deep Space Nine. Cele două părți sunt primul și al doilea episod din cel de-al treilea sezon, al 47-lea și al 48-lea ale serialului. Episoadele au fost difuzate la televiziune pe 26 septembrie și 3 octombrie 1994.
Plasat în secolul al XXIV-lea, serialul urmărește aventurile de pe Deep Space Nine, o stație spațială situată în apropierea unei găuri de vierme stabile între cadranele Alfa și Gamma ale galaxiei Calea Lactee, în apropierea planetei Bajor. 
Este un episod în două părți, format din primul și al doilea episod al celui de-al treilea sezon. Acesta a fost, de asemenea, legat de episodul precedent „Jem'Hadar-ii”, pentru a forma o trilogie completă de trei episoade.
Acesta marchează prima apariție a navei spațiale fictive USS Defiant, care joacă un rol important în restul serialului. De asemenea, marchează prima apariție a ecusonului comunicator reproiectat după ce a fost proiectat pentru Star Trek: Generații.

## Prezentare

### Partea I
Episodul precedent a marcat prima ocazie în care cineva din Cuadrantul Alfa i-a întâlnit pe Jem'Hadar și a supraviețuit întâlnirii, Dominion demonstrându-și foarte direct atât abilitățile, cât și intențiile - mai ales prin distrugerea unei nave stelare de clasă Galaxy care își croia drum din Cuadrantul Gamma.
Acest episod începe cu maiorul Kira conducând o discuție în Sala de operațiuni despre cum să se pregătească cel mai bine, în cazul în care Dominionul lansează un atac prin gaura de vierme. În timp ce echipa ajunge la concluzia deprimantă că Deep Space Nine ar putea spera să reziste preluării controlului doar pentru cel mult două ore, o navă neobișnuită devine vizibilă la trei sute de metri de inelul de andocare. Comandantul Sisko s-a întors de pe Pământ la bordul noii nave USS Defiant.
Comandantul informează echipajului despre noua navă în sala de conferințe. Prototip supraputernic conceput inițial pentru a lupta împotriva Borg, Defiant a fost scos din depozit și echipat cu un dispozitiv de camuflaj romulan. Sisko prezintă doi ofițeri noi: un sub-comandant romulan, însărcinat să supravegheze utilizarea corectă a dispozitivului de camuflaj, și locotenent-comandantul Michael Eddington, de la Securitatea Flotei. Odo devine imediat suspicios cu privire la ofițerul de securitate de rang înalt. În timp ce ședința se încheie, el discută cu Sisko și, după o conversație antagonică, îi promite demisia sa din funcția de șef al securității stației în decurs de o oră.
Echipajul de comandă, inclusiv doctorul Bashir, șeful O'Brien și locotenentul Dax, precum și Odo și Quark pornesc la bordul lui Defiant în dimineața următoare într-o misiune de a-i găsi pe Fondatori, liderii Dominionului, pentru a stabili condiții pașnice pentru explorarea de către Federație a Cuadrantului Gamma. În timpul acestei misiuni, Odo dezvoltă o fascinație aparent inexplicabilă pentru Nebuloasa Omarion. La început, echipajul reușește cu noul dispozitiv de camuflaj să se sustragă patrulelor Dominionului, deși navele Jem'Hadar par capabile să detecteze ceva în timp ce Defiant călătorește la viteză warp.
Investigațiile echipajului îi conduc la un releu de comunicații izolat și aparent lipsit de apărare. Șeful O'Brien și locotenentul Dax sunt trimiși în misiune pentru a afla ce pot din băncile de memorie ale releului. În timp ce transmit coordonatele locului unde stația releu trimite 80% din traficul său de comunicații, cei doi sunt atacați și comunicațiile bruiate. Cu trei nave Jem'Hadar pe curs de interceptare, comandantul Sisko ia decizia grea de a păstra nava Defiant ascunsă și de a-și lăsa cei doi ofițeri în voia sorții.
În timp ce echipajul se adaptează la această pierdere și în timp ce obsesia lui Odo pentru Nebuloasa Omarion se adâncește, o patrulă Jem'Hadar reușește să detecteze Defiant prin camuflajul său și lansează un atac. Echipajul reușește să distrugă una dintre navele Dominion înainte ca energia principală să fie deconectată și Defiant să piardă scuturile. Zeci de trupe Jem'Hadar urcă apoi la bordul navei. În lupta care urmează, sub-comandantul romulan este lăsat inconștient, iar maiorul Kira aparent împușcată de o armă cu raze Jem'Hadar.
Odo o salvează pe Kira, fugind cu o navetă mică. Odo o informează pe Kira că sunt în drum spre Nebuloasa Omarion. Ea este consternată, amintindu-i că nu a fost de acord să fie pusă în situația actuală și susținând că ar fi trebuit să se întoarcă direct în Cuadrantul Alfa. Folosind senzorii navei, Kira detectează o planetă rebelă de clasă M în interiorul Nebuloasei Omarion. Odo decide să aterizeze pe planetă. Acolo, Odo și Kira întâlnesc un lac aparent de metamorfi, în timp ce un grup dintre ei se solidifică și îl întâmpină pe Odo acasă.

### Partea a II-a
Odo și Kira au aterizat pe o planetă fără stele din Nebuloasa Omarion, pe care au descoperit că este lumea natală a lui Odo. O femeie metamorfă îl încurajează să înceapă procesul lent de a afla cine este și de a descoperi legătura pe care o împărtășesc, cunoscută sub numele de „Marea Conexiune”. Odo este încântat să se reîntâlnească cu poporul său, dar acesta nu o place pe Kira pentru că ea este o formă de viață „solidă”. Între timp, forțați să abandoneze nava Defiant în timpul atacului Jem'Hadar cu câteva zile înainte, Sisko și Bashir călătoresc singuri într-o navetă când O'Brien și Dax, care i-au cunoscut pe Fondatori, îi salvează. La întoarcerea la stația spațială, Sisko află că Federația negociază un tratat de pace cu Dominionul, reprezentat de unul dintre Fondatori, un Vorta pe nume Borath.
Când Sisko află că romulanii au fost excluși de la negocierile de pace, el își exprimă îngrijorarea amiralului Nechayev, dar aceasta îi respinge temerile. De cealaltă parte a găurii de vierme, Kira nu îl poate contacta pe Sisko din cauza interferențelor unei surse de energie ascunse, în timp ce Odo se luptă cu „lecțiile” sale de metamorfoză. Mai târziu, femeia metamorfă îi spune lui Odo că au venit pe această planetă izolată cu mult timp în urmă, ca urmare a persecuției din partea solizilor, apoi îi dezvăluie că a fost trimis de mic copil să exploreze galaxia, apoi să se întoarcă acasă.
În timp ce îl caută pe Odo, Kira descoperă o ușă încuiată - ceva care pentru metamorfi nu ar avea nicio utilitate. Acest lucru îi stârnește curiozitatea. Înapoi pe stația spațială, un soldat Jem'Hadar începe o luptă cu O'Brien, în parte pentru că noii veniți au primit frâu liber. Sisko descoperă apoi că Federația a semnat tratatul, acceptând să cedeze Dominionului controlul asupra sectorului bajoran - inclusiv asupra stației și a găurii de vierme. În ciuda obiecțiilor lui Sisko, el și echipajul său vor fi redistribuiți.
Un Odo fericit îi spune Kirei că a decis să rămână cu poporul său, dar Kira îi cere să o ajute să ajungă la sursa de energie ascunsă înainte de a pleca. El este intrigat când Kira îi dezvăluie că se află în spatele ușii încuiate pe care a găsit-o. Între timp, soldații Jem'Hadar îl împușcă pe ofițerul romulan T'Rul, apoi îl atacă pe Sisko, indignat. Decizând că lucrurile au scăpat de sub control, Sisko se aliază cu Garak, Dax, Bashir și O'Brien într-o misiune sinucigașă de a fura o navetă, de a închide gaura de vierme și de a menține Dominionul pe partea sa de galaxie pentru zeci de ani.
Garak este împușcat în timp ce Sisko și ceilalți scapă. Odată ajunși la bordul unei navete, ei trag asupra găurii de vierme, prăbușind-o într-o explozie orbitoare. Între timp, Odo deschide ușa misterioasă, unde el și Kira sunt așteptați de soldații Jem'Hadar. Cei doi sunt duși într-o cameră de interogatoriu unde Sisko și echipajul de pe Defiant stau cu ochii închiși, cu dispozitive atașate la cap. Borath conduce acolo o simulare de realitate virtuală asupra echipajului pentru a determina cât de mult vor sacrifica pentru a evita războiul cu Dominionul. Femeia metamorfă sosește apoi, dezvăluind că poporul ei sunt misterioșii Fondatori. Întristat de faptul că rasa sa este responsabilă pentru atâta moarte și suferință, Odo cere ca prietenii săi să fie eliberați, apoi alege să se întoarcă cu ei. Surprinși de faptul că experiențele lor de la atacul asupra Defiant nu s-au întâmplat cu adevărat, Sisko și echipajul se întorc la stație. Aflând adevărul despre poporul său, Odo știe acum că, deși se simte ca un străin, locul său este alături de prietenii săi.